# Пактія
Пактія (пушту پکتیا) — провінція на сході Афганістану, що межує з Пакистаном. Площа — 5583,4 км².

## Райони
- Ахмадабад
- Вуза Задран
- Гардез
- Данд Ва Патан (Данд-ау-Патан)
- Даджі
- Джані Кхел
- Зурмат
- Лазха Ахмад Тхел
- Саєд Карам
- Чамкані
- Швак